# Jeziora Litwy

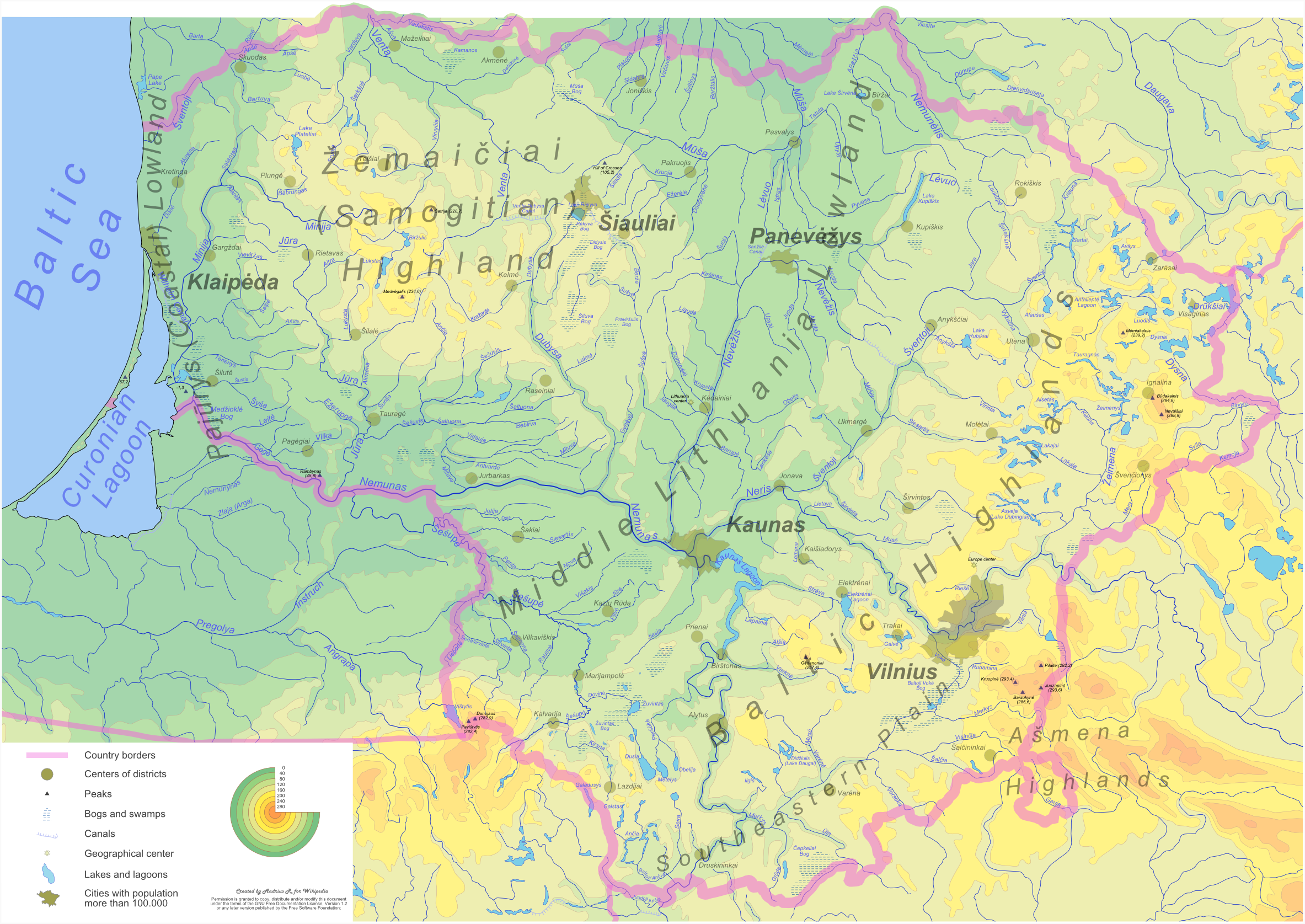
Mapa Litwy

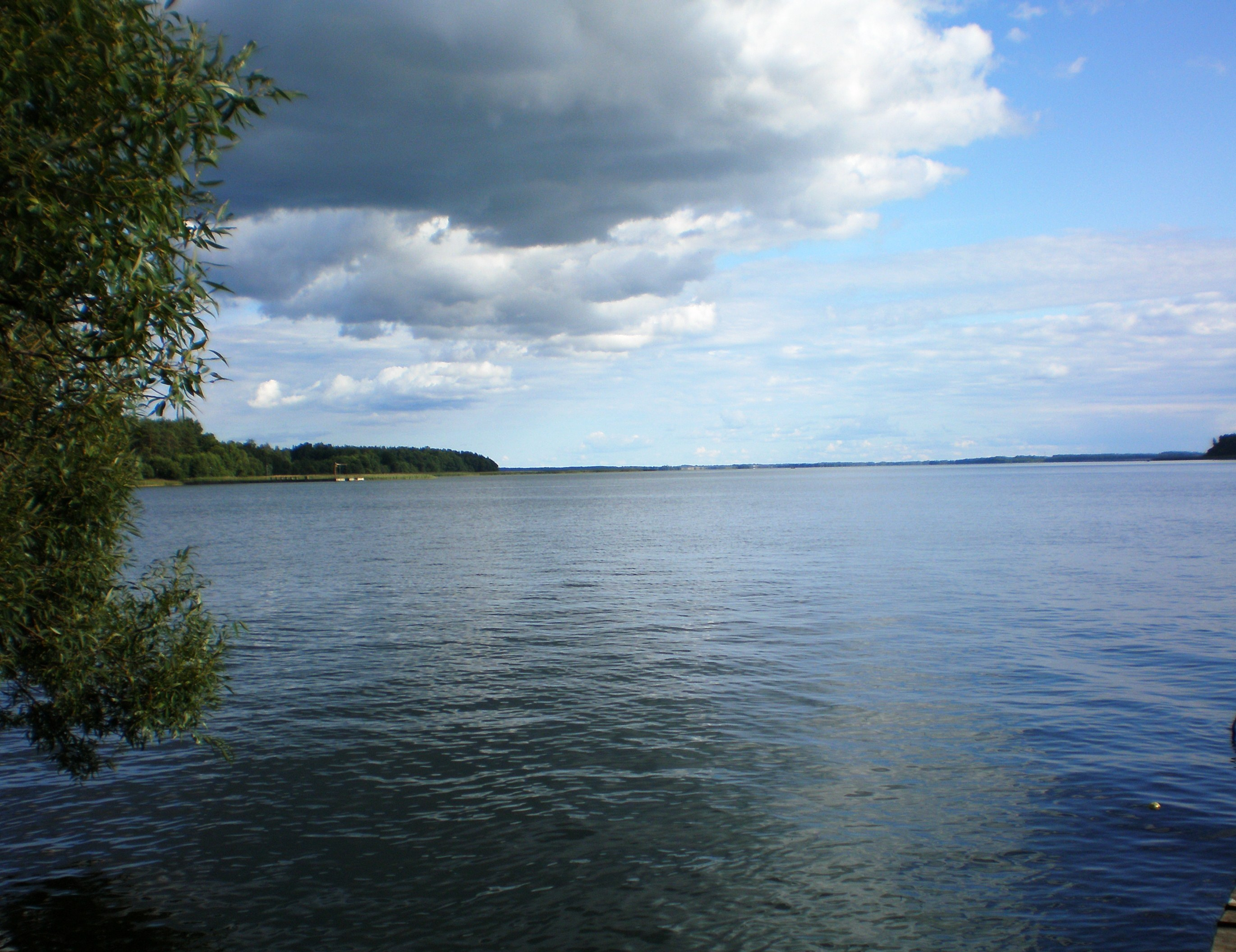
Dryświaty, jezioro o największej powierzchni

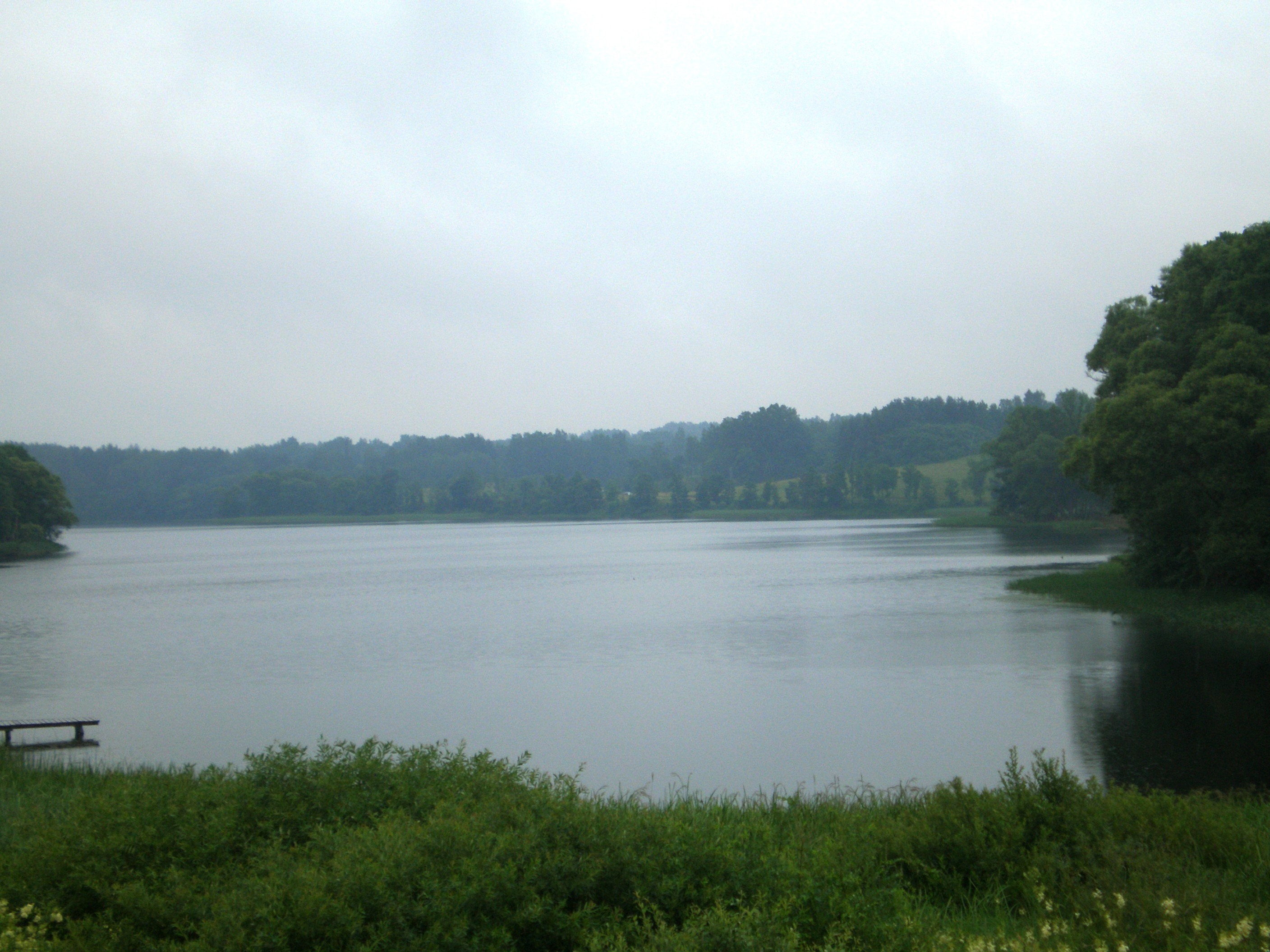
Tauroginie, najgłębsze jezioro

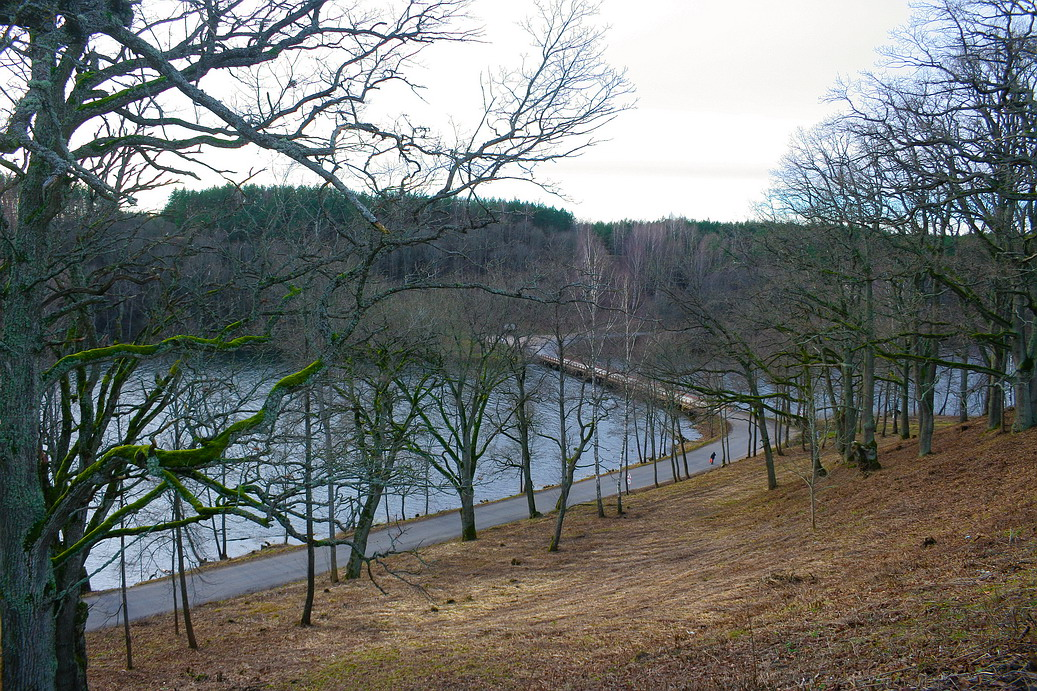
Oświe, jezioro o najdłuższej linii brzegowej

Jeziora Litwy zajmują łącznie powierzchnię 950 km², czyli 1,5% powierzchni państwa, jest ich na terenie tego kraju ok. 6 000.
Jeziora nie są rozmieszczone równomiernie, głównie zlokalizowane są w północno-wschodniej części kraju, na terenie Pojezierza Litewskiego, przy granicy z Białorusią i Łotwą. Duża część jezior położona jest na terenie Auksztockiego Parku Narodowego.
Wśród jezior litewskich ok. 1200 nie jest zasilanych przez wody powierzchniowe, a jedynie przez podziemne i deszcze.

## Największe jeziora
| #  | Nazwa                 | Nazwa litewska | Powierzchnia (km²) | Głębokość (m) | Uwagi                  |
| -- | --------------------- | -------------- | ------------------ | ------------- | ---------------------- |
| 1  | Dryświaty             | Drūkšiai       | 44,8               | 33,3          | Częściowo na Białorusi |
| 2  | Dzisna                | Dysnai         | 24,39              | 6,0           |                        |
| 3  | Duś                   | Dusia          | 23,34              | 31,7          |                        |
| 4  | Jezioro Wisztynieckie | Vištytis       | 17,9               | 50,0          | Częściowo w Rosji      |
| 5  | Sarty                 | Sartai         | 13,31              | 20,9          |                        |
| 6  | Łodzie                | Luodis         | 13,02              | 18,4          |                        |
| 7  | Metele                | Metelys        | 12,86              | 15,0          |                        |
| 8  | Awiłajtis             | Avilys         | 12,58              | 13,5          |                        |
| 9  | Płotele               | Plateliai      | 12,04              | 46,0          |                        |
| 10 | Rakiewo               | Rėkyva         | 11,84              | 4,5           |                        |

## Najgłębsze jeziora
| # | Nazwa                 | Nazwa litewska | Głębokość (m) | Powierzchnia (km²) | Uwagi |
| - | --------------------- | -------------- | ------------- | ------------------ | ----- |
| 1 | Tauroginie            | Tauragnas      | 60,5          | 5,13               |       |
| 2 |                       | Malkėstaitis   | 57,0          | 0,153              |       |
| 2 | Oświe                 | Asveja         | 50,2          | 9,782              |       |
| 4 | Jezioro Wisztynieckie | Vištytis       | 50,0          | 17,9               |       |
| 5 | Płotele               | Platelių       | 46,6          | 12,04              |       |

## Inne
- Oświe charakteryzuje się najdłuższą, liczącą ok. 30 km długości, linią brzegową.